# 社歌
社歌（しゃか）とは、一般に企業において、社員の労働意欲向上などを目的として作成される歌のこと。
通常は企業の公式行事（入社式、仕事始め、創立～周年式典など）や社内の朝礼などでのみ使用され、対外的に公表されることは少ないが、中には有名アーティストが作詞・作曲に関わっている、テレビ番組で話題になったなどの理由でCD化され、一般のCDショップで販売されるケースもある（特に放送局の社歌はインターネット上で話題になりやすく、放送マニアの間では有名のものも多い）。社会人野球の大会で応援団が社歌を歌うことがある。
一方で、社歌をもたない、あるいはもっていてもほとんど使用されることのない企業もある。歴史ある企業においても社歌の有無、及び使用頻度は様々である。
さらに、社歌として正規に制定される以外に、制定はしたもののあえて社歌の名を冠さないもの、記録の散逸等で正式な社歌であるか否かや制定の経緯が曖昧なもの、広報目的の曲が世間一般に社歌だと思われているもの、およびこれらの変形や組み合わせなどさまざまな形態があり、定義づけには広狭がある。
日本初の社歌をどこの会社が制作したかという記録は残っていないが、1890年代頃に成立したという見方がある。弓狩匡純の研究によれば、確認されている日本における最初期の例は、1917年（大正6年）に南満州鉄道が制作したものである（このときは正式採用はされなかった）。
社歌は日本独自のものではなく、アメリカのIBMは1930年代に2曲の社歌が作られウェブサイトで公開している。一方で同業者のマイクロソフトやアップルコンピュータには社歌がない。
電通では2016年から子会社を通じて「中小企業社歌コンテスト」を行ってきた。2019年から日本経済新聞社などを交えて「NIKKEI全国社歌コンテスト」になり、大企業も参加できるようになった。
寺岡寛によれば、社歌の始まりは1917年の南満州鉄道の「満鉄の歌」と言われ、社歌ブームはこれまで4回あり、1回目は1930年代初めの大恐慌直後、2回目は太平洋戦争後、3回目は高度成長期、4回目はバブル期である。

## 主な一般発売された社歌
- 日本ブレイク工業 - 日本ブレイク工業社歌（萬Z(量産型)）
2003年に『タモリ倶楽部』（テレビ朝日）内の企画「日本キャンペーンソング大賞」で大賞を受賞したことで話題となり一般発売。社歌としては史上初めてオリコンシングルチャートにチャートインした。
- 北海道旅客鉄道（JR北海道） - 北の大地（ダークダックス）
1988年、ダークダックスのシングル「一枚の切符から」のカップリングとしてCD発売。この曲は歌詞の若干違う2つの版があるといわれる。
- テンポラリーセンター（現：パソナ） - TAKE A FLIGHT（松崎しげる）
1991年、千葉すず出演のCMソングとして流されたことをきっかけに、1992年にシングルCDとして発売された[4]。
- EMIミュージック・ジャパン - 青い空に歌おうよ（SUPER BELL''Z）
アルバム『スーパーベルズファン』に収録。デューク・エイセスの同名曲をサンプリングして制作。
- 南満州鉄道 - 満鉄社歌（東海林太郎）
同社の社員だった経歴を持つ東海林が歌唱したものが、2007年発売のCD『満洲のうた』に収録された。
- ヤマハ発動機 - ヤマハ発動機社歌（谷山浩子）
同社社員が作詞し、谷山浩子が作曲したもの。非売品EPで発表されており、入手は困難だったが、2008年9月に一般発売したアルバム『タマで弾き語り』に収録された。
- CBS・ソニー - MUSIC MAKES OUR FUTURE（南沙織）
1978年に発表した創立10周年記念社歌。非売品EPで発表されており、入手は困難だったが、2000年6月に一般発売したアルバム『CYNTHIA ANTHOLOGY』に収録された。
- 有限会社OZ（アニメ制作会社） - GOGOイソちゃん（山本正之）
山本正之シングル文庫『アニメがなんだ』収録。
- 島田紳助の経営する店 - 我が敵は我にあり（RYOEI）
RYOEI以外に、羞恥心がカバーしている。
- 西原商会（業務用食品卸売企業） - 世界、西原商会の世界!（クレイジーケンバンド）
2014年6月18日発表[5]。同年9月に一般発売したアルバム『Spark Plug』に収録。
- 関西テレビ放送 - 超えろ。（槇原敬之）
2015年4月から使用。作詞・作曲も槇原による。同年5月27日にシングル発売。
- 日医工 - WITH ONE WISH〜ひとつの願い抱いて〜（Le Velvets）
2011年にCMイメージソングとして葉加瀬太郎が作曲したもの（2012年発売の同名アルバムに収録）を、2015年になって創業50周年を記念し、高橋知伽江による詞を加えて社歌としたもの。同年発売のアルバム「NEO CLASSIC」に収録。
- 名古屋鉄道 - しなやかな風
森雪之丞作詞、つのだひろ作曲。1994年にVAPレコードからシングルが発売されたほか、2010年には名古屋のご当地ソングを集めた「名古屋の歌だがね」にも収録されている。
- ローソングループ - Heart to Heart（布袋寅泰）
2011年に制作[6]。2012年発売の布袋のシングル「Don't Give Up!」に収録。
- AYUMI ONE. - オリヒメヒコボシ AYUMI ONE.（山本正之&ピンク・ピッギーズ）
2023年4月1日発表[7]。2024年8月28日発売の山本のシングル「The 50th Anniv.燃えよドラゴンズ! 2024竜ノ理想郷」（ベラ・ボーエンタテイメント BXDA-2024）に収録。

### 正式な社歌でない曲
- マキタ - I Love You Japan（MR. BIG）
元々はMR. BIGのギタリスト（当時）のポール・ギルバート、ベーシストのビリー・シーンの2人が、演奏時に同社の電動ドリルを愛用していたことがきっかけ。社歌でない曲が社歌と思われているものは数があるが、会社側に制定意思がなく献呈により成立した特異な例。後に彼らのベストアルバムに収録された。
- 東陶機器（現・TOTO）- ととべんきのうた（坂田おさむ）
正式な社歌ではないが、20年以上前から同社の職場で歌い継がれ、同社の工場の壁にも歌詞が書かれている。2002年に自主制作CDのプレゼントを行ったところ大きな反響を得たため、2004年にエイベックスよりCDが一般発売された[8]。曲の一部を公式サイトで聴くことが出来る。
- JOYアグリス（太田油脂の子会社） - なめくじ逃げ〜!逃げ〜!ストロングVer.
曲自体は園芸用忌避剤のキャンペーンソングとして以前から存在するが（2004年にシングルCDとして発売）、2017年以後、中日本営業所で月曜日の朝礼後に社員全員で（親会社の太田油脂の社員と共に）曲にあわせてダンスを踊る（春〜初夏の期間限定）[9][10]。

### アルバム「社歌」収録作品
キングレコードより2009年1月21日に発売されたCD「社歌」に収録された社歌。アルバムの監修は弓狩匡純。収録された社歌の範囲は広義にとられている。
1. キヤノン - キヤノン社歌「共生のハーモニー」（東京混声合唱団）
2. 九州旅客鉄道（JR九州） - 「浪漫鉄道」（ハイ・ファイ・セット）
1989年制定[11]。
3. 資生堂 - 資生堂社歌（資生堂コーラス部）
4. シャープ - コーポレートソング「ひかりを超えて」（ハイ・ファイ・セット）
5. シャープ - イメージソング「地球にひとつの」（ハイ・ファイ・セット）
6. 大同生命 - 大同生命キックオフソング「夢直行便」
7. 大鵬薬品工業 - コーポレートソング「スマイル・フォー・ミー」（坪倉唯子）
8. デンソー - 宇宙へのドア（井上あずみ）
9. TOTO - ととべんきのうた（坂田おさむ）
10. 東宝 - 東宝株式会社社歌（高島忠夫、草笛光子）
11. 日産自動車 - 世界の恋人（シンガーズ・スリー）
スキャットバージョン。グループのCMソングであり、正式な社歌ではない。
12. 日本ブレイク工業 - 日本ブレイク工業「社歌」2007（萬Z（量産型））
13. 北海道旅客鉄道（JR北海道） - 北の大地（ダーク・ダックス）
14. マキタ - I Love You Japan（MR. BIG）
ライブ音源
15. ユニ・チャーム - ユニ・チャームグループ社歌（沖野グループ）
16. ロート製薬 - ロート製薬企業キャラクターソング「Happy Surprise! ～よろこビックリの唄～」（鳥山あかね）
17. ワコール - 新ワコール社歌「限りなき飛翔（友竹正則）
18. キングレコード - キングレコード株式会社社歌（林伊佐緒、井口小夜子）

### 鉄道会社の社歌が含まれるCD

#### アルバム「鉄歌: 鉄道会社の歌」収録作品
キングレコードより2009年10月7日に発売されたCD「鉄歌: 鉄道会社の歌」に収録された鉄道会社の社歌。当初「社歌・応援歌集」なる仮の副題がついていた。収録17曲中5曲が社歌である。監修は弓狩匡純。
- 九州旅客鉄道（JR九州） - 「浪漫鉄道」（ハイ・ファイ・セット）
- 北海道旅客鉄道（JR北海道） - 北の大地（ダークダックス）
- 東海旅客鉄道（JR東海） - 東海旅客鉄道株式会社社歌（二期会）
2007年に制定された社歌。作詞は林望である。社名は詞に入っていない。作曲は佐藤眞の手によるもので、この時代には珍しく唱歌、寮歌や軍歌を思わせる復古調の曲である。演奏はクラシック音楽界より起用され、アルバムには日本フィルハーモニー交響楽団（指揮は佐藤眞とライナーノートにのみ記述）の演奏、混声四部合唱版が収録されている。バリトン独唱版・ピアノ版（ともにライナーノートに演奏者の記述なし）、吹奏楽版（演奏は佐藤の指揮による東京佼成ウインドオーケストラと記述）、オーケストラ、男声四部合唱の6パターンがある。
なお、同社の歌として1989年に発表された[11]「君をのせて」がCMソングにも使われる[11]など広く知られており、長らく社歌と認識されてきたが、ライナーノートには愛唱歌であると記述されている。こちらも社名は詞に入っていない。
- 南満州鉄道 - 満鉄社歌（東海林太郎、東京アカデミー混声合唱団）
- 日本国有鉄道 - 「鐵道精神の歌」（中野忠晴、コロムビア合唱団）
北原白秋の作詞、山田耕筰の作曲で1935年に発表。歌詞中に「国鉄」とあるが、当時は日本国有鉄道ではなく、鉄道省の時代であった。アルバムには昭和館が所有するSPレコードからの複製が収録されている。

他に、伊予鉄道の「伊豫鐵道唱歌」（麻耶重善）が収録されている。25番からなる唱歌であるが、ライナーノートには現在は1,2,6番のみが会社の行事で斉唱されると記述されている。作詞は「鉄道唱歌」の大和田建樹、作曲は田村虎蔵（鉄道唱歌は作曲者が複数いるがその一人(最も知られた作曲者ではない）)。
なお、このアルバムの他の収録曲は、野球部の応援歌（九州旅客鉄道）、コマーシャルソング、鉄道会社活性化のためのイメージソングなどである。

#### アルバム「JNR toJR」収録作品
キングレコードより2017年3月29日に発売されたCD「JNR to JR 国鉄民営化30周年記念トリビュート・アルバム 」に収録された国鉄・JRの社歌。
- 日本国有鉄道 - 「鐵道精神の歌」
田ノ岡三郎とレイルロヲド合唱団が歌ったもので、編曲されている。
- 西日本旅客鉄道（JR西日本） - 「あしたへ向って」
作曲は堀内孝雄である。JR西日本吹奏楽団の演奏、歌詞は入っていない版を収録。
- 日本貨物鉄道（JR貨物） - 「春夏秋冬」
廣田あいか（私立恵比寿中学）の歌ったもので、編曲されている。なおオリジナル版は山本耕史が歌っている。

## その他の特色のある社歌
- 金田重機 - Go!Go!金田重機の歌
『とんねるずのハンマープライス』（関西テレビ）で社員の一人がT.M.Revolutionの西川貴教と浅倉大介が社歌を作る権利を170万円で落札したことで作られた。
- セガ - 若い力
1991年に制定されたゲーム会社の社歌。歌詞の中にセガの社是でもある「創造は生命（いのち）」、経営理念でもある「知的創造で社会に貢献」「先進技術で時代の先取」「人社一体で目標を追求」等のフレーズが盛り込まれている。歌手は135。作詞は当時社員だった高橋栄一、作曲は若草恵が担当。
2014年放映のテレビアニメ『Hi☆sCoool!セハガール』でリミックス版がエンディングテーマとして使用されている。

- 堀場製作所
2004年に、社歌を35年ぶりにリニューアル（歌詞に変更はない）。シンガーソングライターの大奈に編曲を依頼してもらい、16ビート調とマーチ調の2曲の新たな社歌を製作[1]。
- IBM
1930年代に2曲の社歌が作られた。自社のウェブサイトで視聴可能[12]。
- PFU
小椋佳の作。
- トマト銀行 - にんげん大好き
小椋佳の作。1989年の現社名変更と同時に制定された。自社のウェブサイトで公開している[13]。
- パナソニック - この夢が未来
2008年の現社名変更と同時に制定された。作詞:森雪之丞、作曲:久石譲。
松下電器産業時代にも社歌があった（初代：「月日とともに」、2代目「愛と光と夢で」）[14]。
- 石川島播磨重工業（現：IHI） - 明日をめざして
1990年に制定したイメージソング。社員とその家族を対象に歌詞を公募し、採用された詞に伊藤アキラが補作し、鈴木キサブローが曲をつけた。歌詞に（当時の）社名の「石川島播磨重工業」や略称の「IHI」は入っていない。麻倉未稀が歌ったカセットテープ三百数十枚とCD5000枚が制作された[11]。
- 九電工 - 地球の愛し方
創立50周年を記念して制定した社歌。作詞は阿久悠、作曲は井上大輔、編曲はマイケル・ボディカー。歌詞に社名は入っていない。同社のテレビCMでも使われた[15]。
- サントリー - 今その時
1989年に発表した愛唱歌。スティーヴィー・ワンダーの曲に社内公募した歌詞をつけた。歌手は坪倉唯子[11]。
- キッコーマングループ - おいしい記憶
2010年に制定した3代目社歌。作詞は秋元康、作曲は大島ミチル。歌手は茂森あゆみ[6][16]。
同時に広報用の曲“キッコーマンのうた”として「おいしいってなあに?」を制定した[6]。
- NTTデータ - NTT DATA One Song -Shine like the sun-
2013年5月23日に発表。歌詞は社員公募したフレーズをNTTデータの言語解析エンジン「なずきのおと」で分析して制作した[6][17]。
- キミカ - 帆をあげて
2018年3月に完成。東京商工会議所「勇気ある経営大賞」の賞金を使って制作した。ポップス調[9][18]。
- YSK e-com - Solution 〜その笑顔が見たいから〜[19]
2018年7月に制作。ポップス調で、作曲は伸太郎[9][20]。テレビCMでも使用されている[21]。

### 正式な社歌でない曲
- 大分ゼロックス（富士ゼロックス（当時）の関連会社、現：富士フイルムBI大分[22]） - 戦え! OA戦隊XEROX
自社のウェブサイトで公開していた[23]。ただし、あくまでも社員の一人が自主制作したイメージソングであり正式な社歌ではない[1]。

## 関連文献
- 弓狩匡純・著 「社歌」 文藝春秋 2006年11月 ISBN 4-16-368440-9
- 寺岡寛・著 「社歌の研究」 同文舘出版 2017年10月